# Carl Henrik Jensen-Carlén
Carl Henrik Jensen-Carlén, född 15 juni 1888 i Lund, död 20 maj 1957 i Stockholm. Svensk tecknare (karikatyrist), målare och reklamman. Känd under signaturen "C.C." men av samtida även kallad "Jönsson-Karlsson".
Jensen-Carlén växte upp i ett välbärgat lundahem. Fadern var ursprungligen disponent på en sockerfabrik, senare bankdirektör. Sonen visade tidigt artistisk talang, inte minst som karikatyrtecknare. Efter studentexamen på Spyken 1909 studerade han till arkitekt i Darmstadt. Återkommen till Sverige 1914 arbetade han också ett kort tag i arkitektyrket under Theodor Wåhlin men började parallellt utbilda sig i porträttmåleri vid Konstakademin i Köpenhamn. Under 1910-talet var han ganska flitigt verksam som porträttmålare, men efter att ha kritiserats för sin färgbehandling övergick han successivt allt mer till att teckna i svartvitt, stundtals förstärkt med enstaka färgkontraster.
Några av Jensen-Carléns bästa karikatyrer och andra teckningar under denna tid tillkom inom ramen för den lundensiska studentvärlden. Här medverkade han i studentpublikationer som Majgreven och Lundagård, uppträdde som "snabbtecknare" på cabareter på Akademiska Föreningen och gav ut en berömd svit studentlivsskildringar (Drag ur studentens liv, 1917) samt ett album med karikatyrer av en stor del av universitets lärare (Ett halvt hundra universitetsgubbar, 1918). Som stamgäst på Grand Hotel betalde Carlén stundtals sina notor i form av originalkariaktyrer och ett stort antal sådana pryder ännu hotellets matsal och foajé. Han arbetade också för ett musikförlag i Malmö och illustrerade omslag till nothäften.
1920 deltog Jensen-Carlén i den svenska arkeologiska expeditionen till Asine som tecknare och kartograf och blev därvid god vän med kronprins Gustaf Adolf vars porträtt han målade.
Efter några år i Malmö flyttade Jensén-Carlén till Stockholm där han i ett kvarts sekel var verksam som reklamtecknare. Han engagerade sig under dessa år starkt i föreningen Lundensare i Stockholm. Han förtidspensionerades 1950 på grund av en benåkomma och avled sju år senare.
Karikatyrkännaren Olof Ryberg har i en utställningskatalog ägnad åt Jensen-Carléns teckningar skrivit att denne:
 [...] skildrar i bild samma miljö och persongalleri som studentbohem-författarna från Ola Hansson och Axel Lundegård till Frank Heller och Piraten. [- - -] I motsats till många moderna klåpare, som förstorar egenheterna till oigenkännlighet, framhäver C.C. det karakteristiska genom eliminering av det oväsentliga.